# Mulia Abadi
Mulia Abadi is een bestuurslaag in het regentschap Muara Enim van de provincie Zuid-Sumatra, Indonesië. Mulia Abadi telt 834 inwoners (volkstelling 2010).